# Airport Drive (Missouri)
Pour les articles homonymes, voir Airport Drive.
Airport Drive est un village au sud-ouest du comté de Jasper, dans le Missouri, aux États-Unis,.

## Démographie
Lors du recensement de 2010, le village comptait une population de 698 habitants. Elle est estimée, en 2016, à 850 habitants.

## Source de la traduction
- (en) Cet article est partiellement ou en totalité issu de l’article de Wikipédia en anglais intitulé « Airport Drive, Missouri » (voir la liste des auteurs).